# متروی برلین
متروی برلین (U-Bahn) سامانه قطارشهری زیرزمینی در برلین، آلمان است.
این مترو که در سال ۱۹۰۲ تأسیس شده‌است دارای ۱۰ خط، ۱۷۰ ایستگاه و ۱۵۱٫۷ کیلومتر طول است.

## نقشه

## نگارخانه

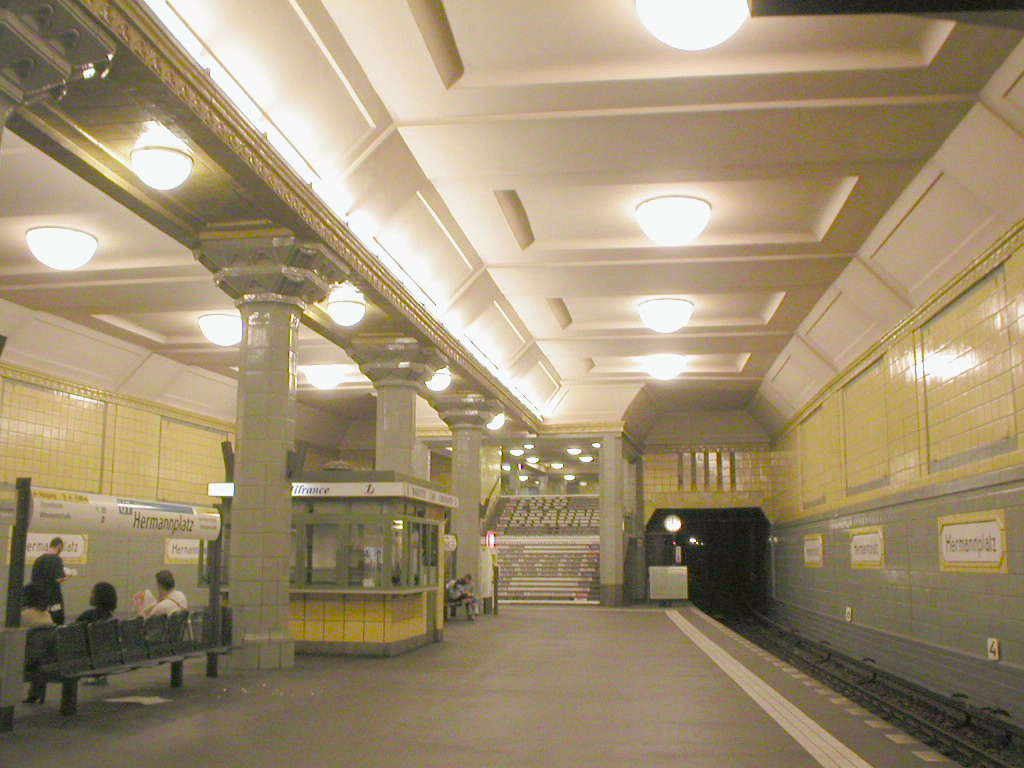
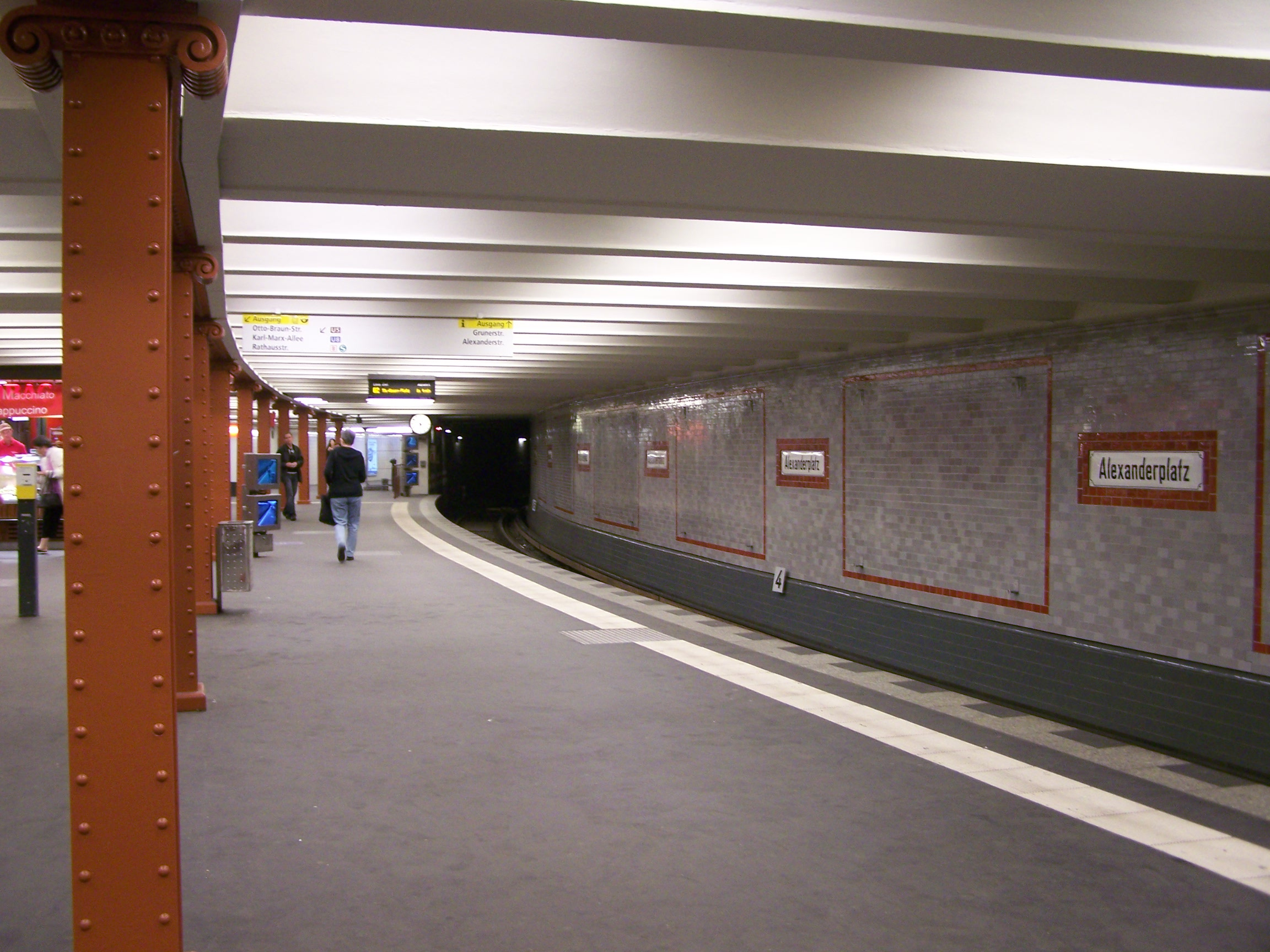
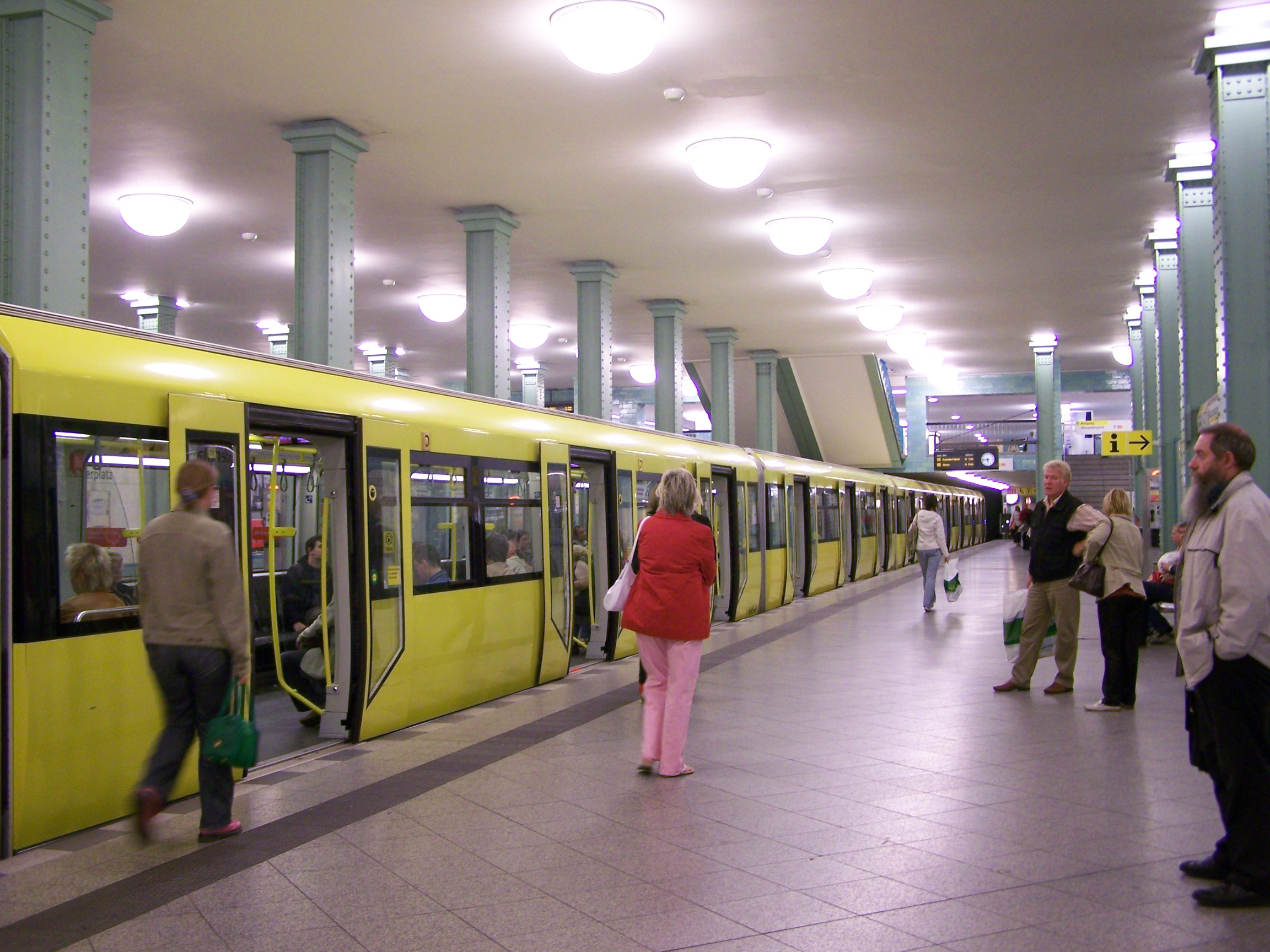
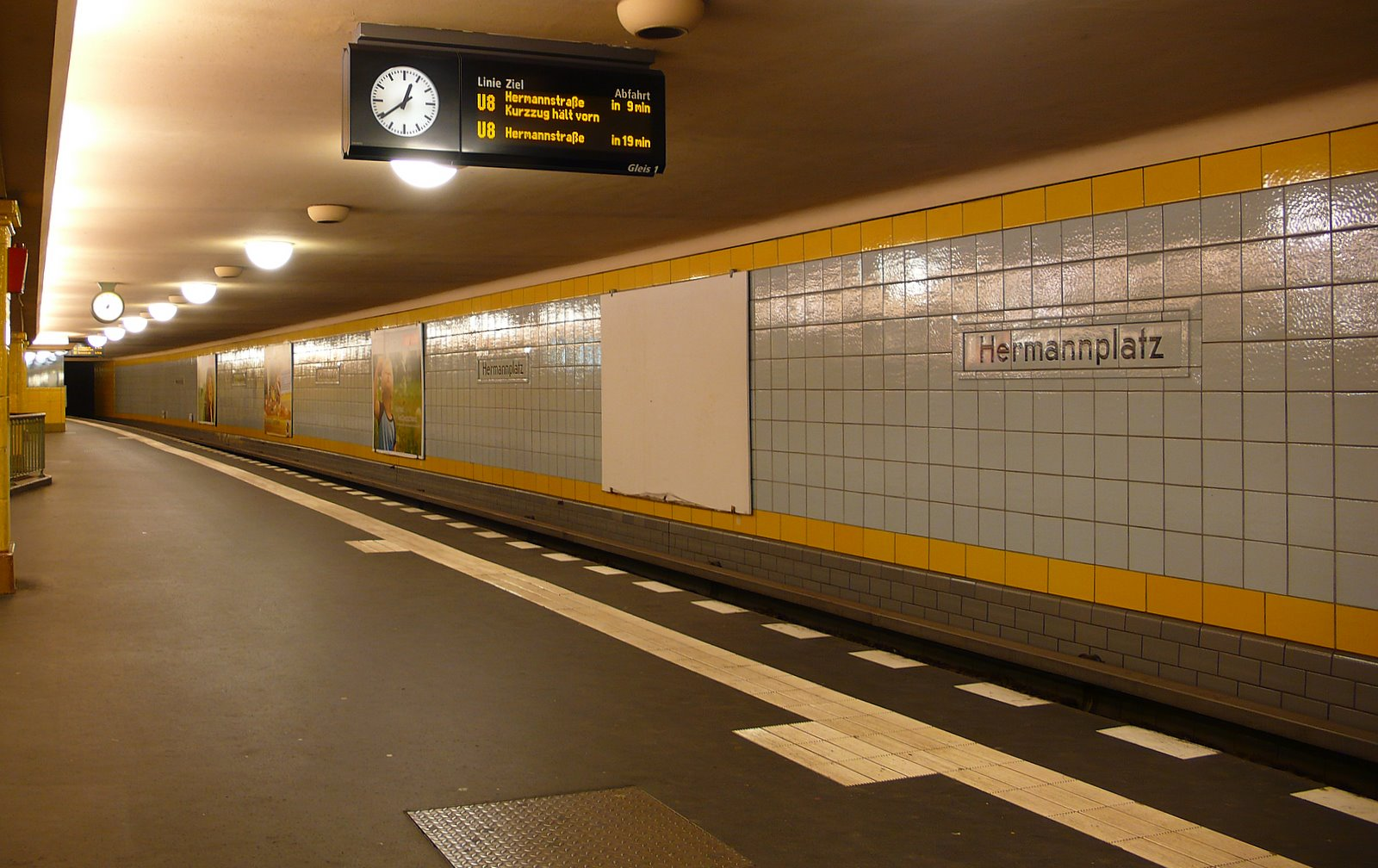
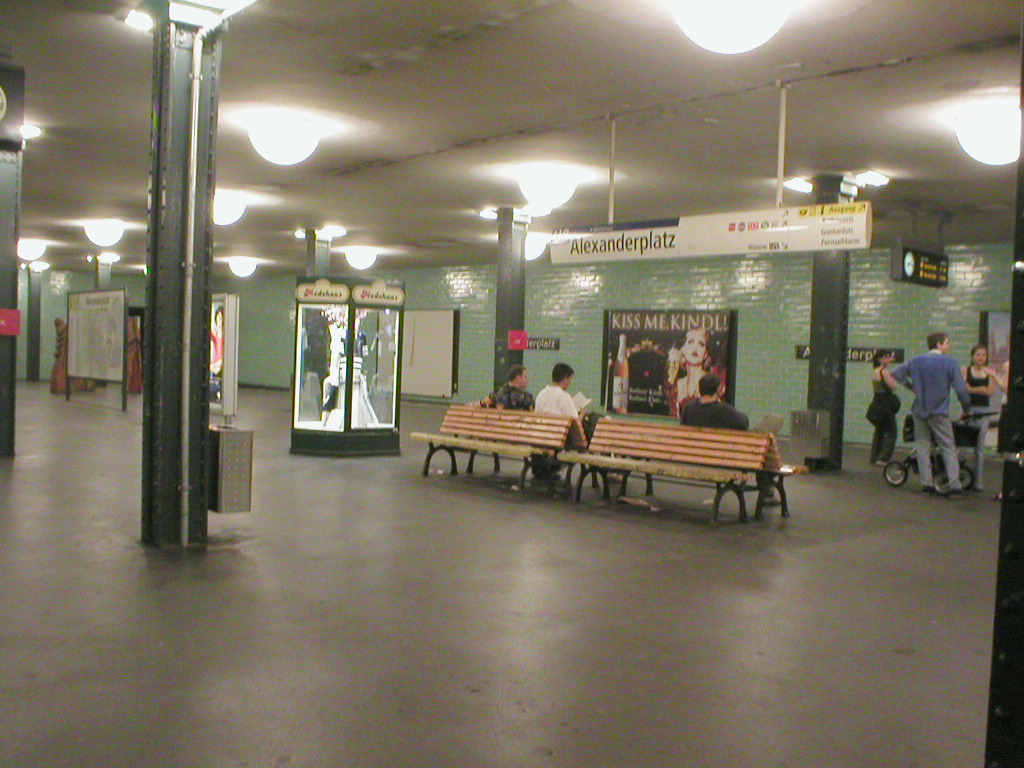
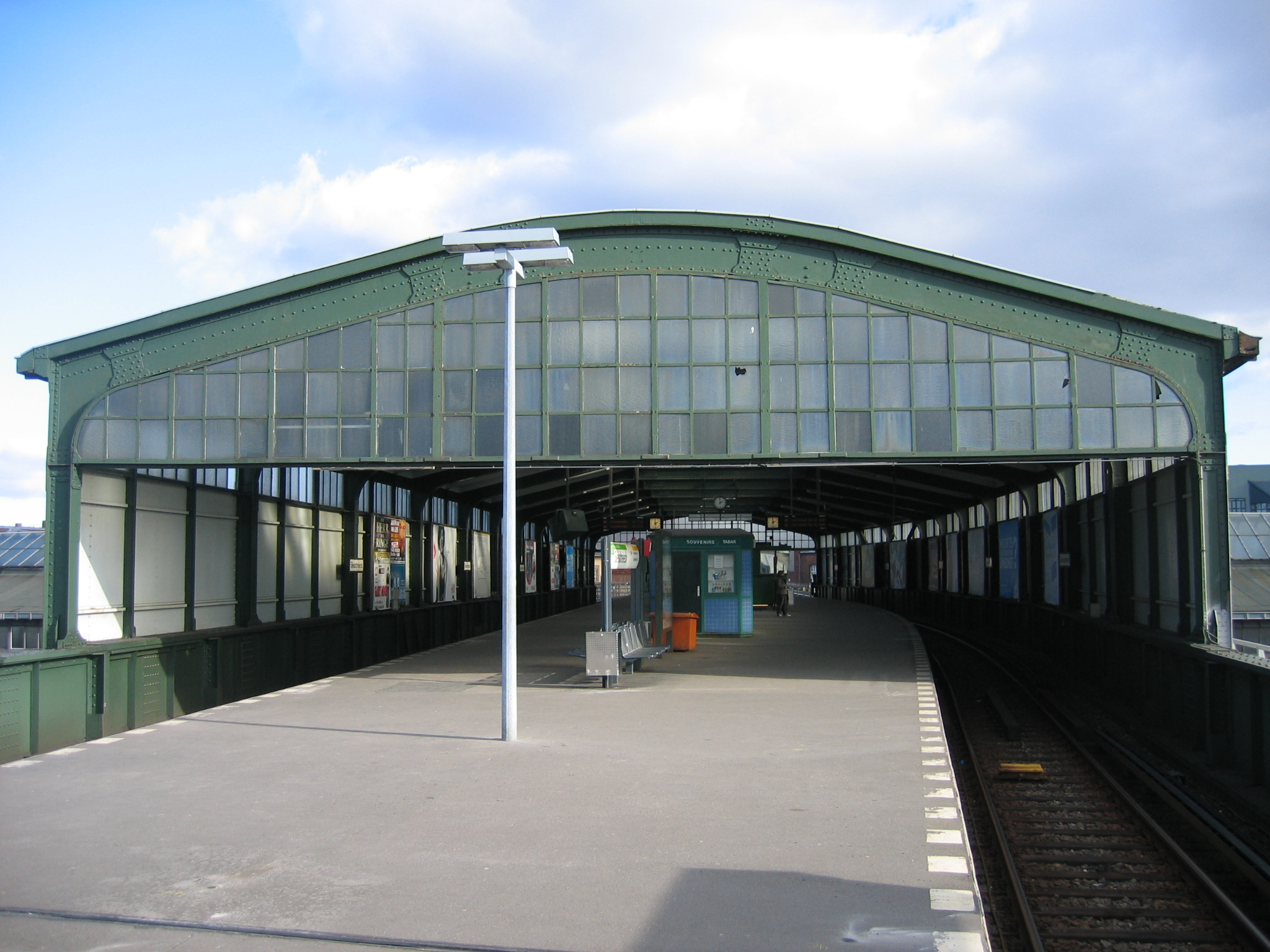
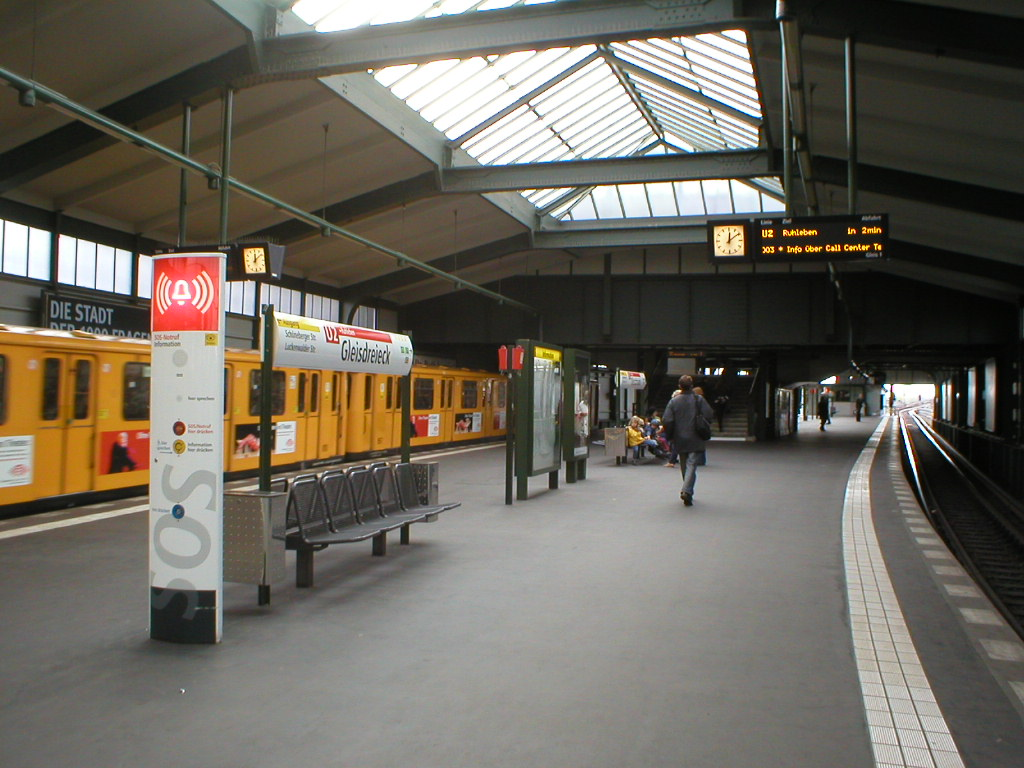
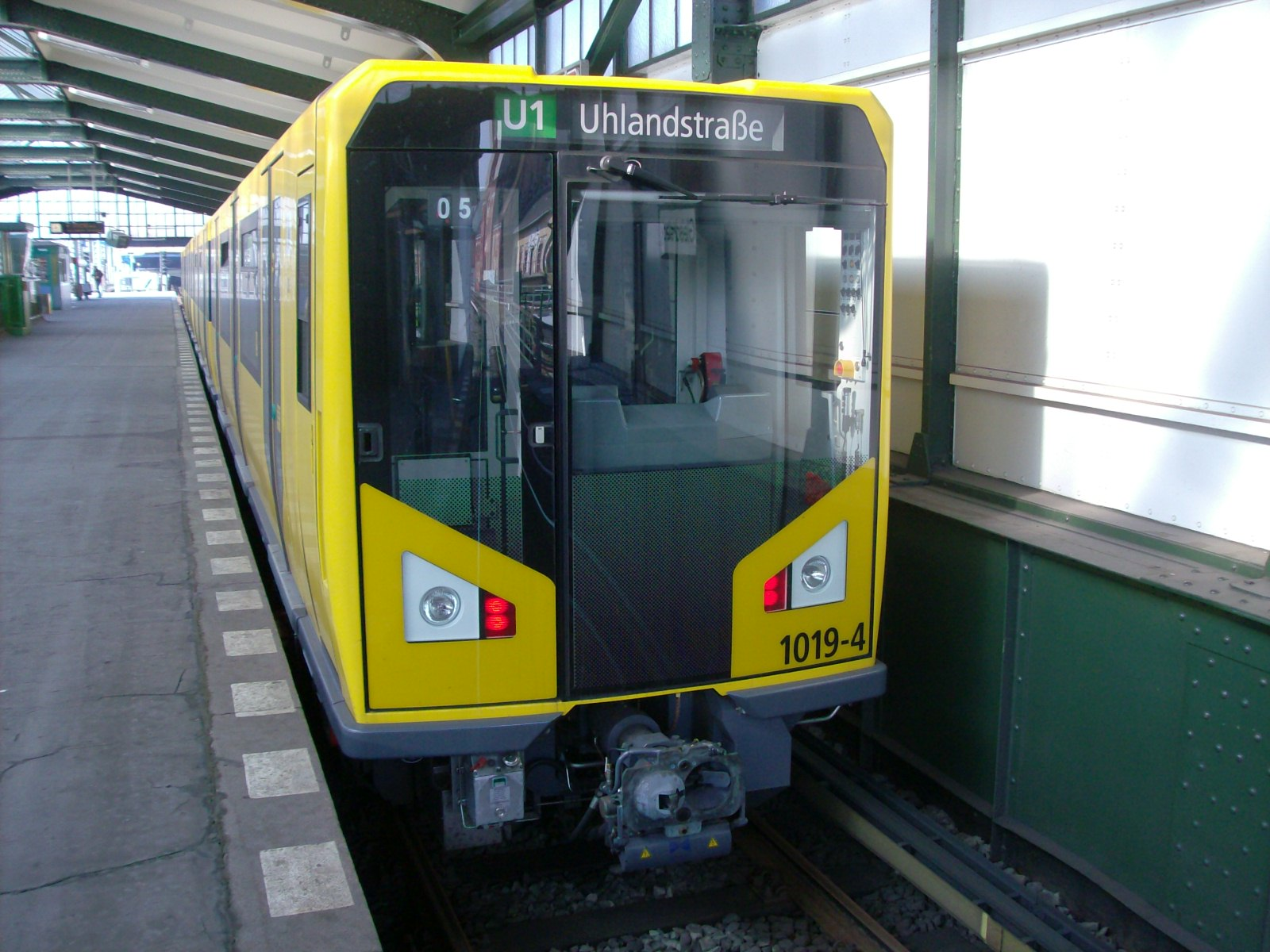
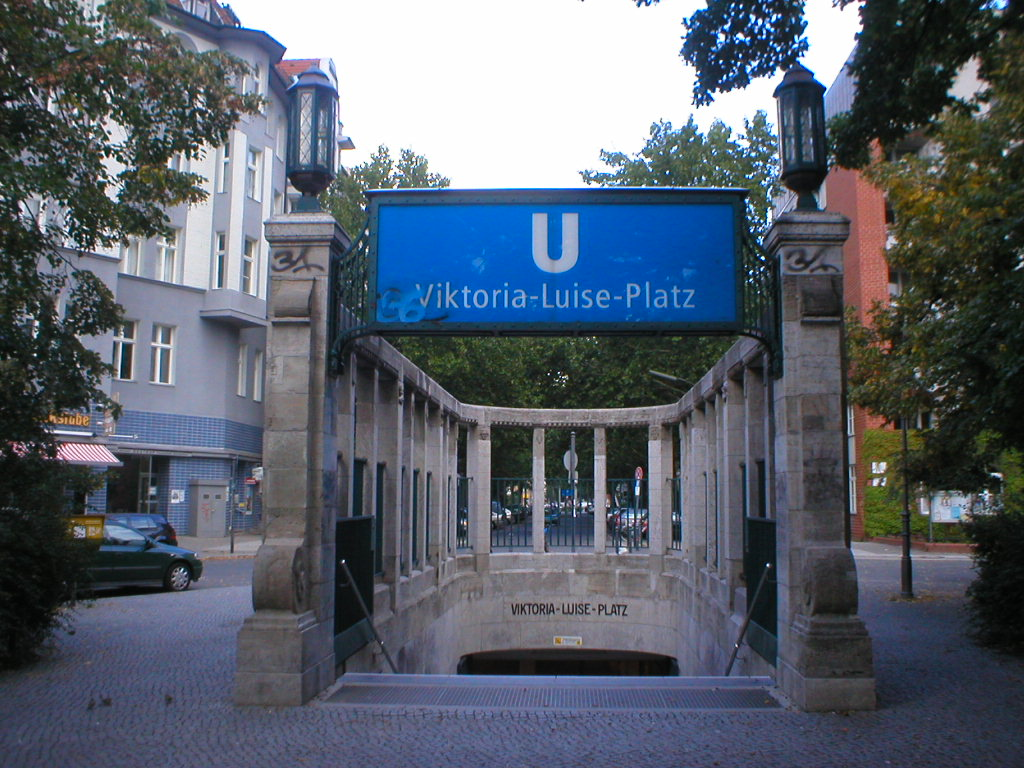
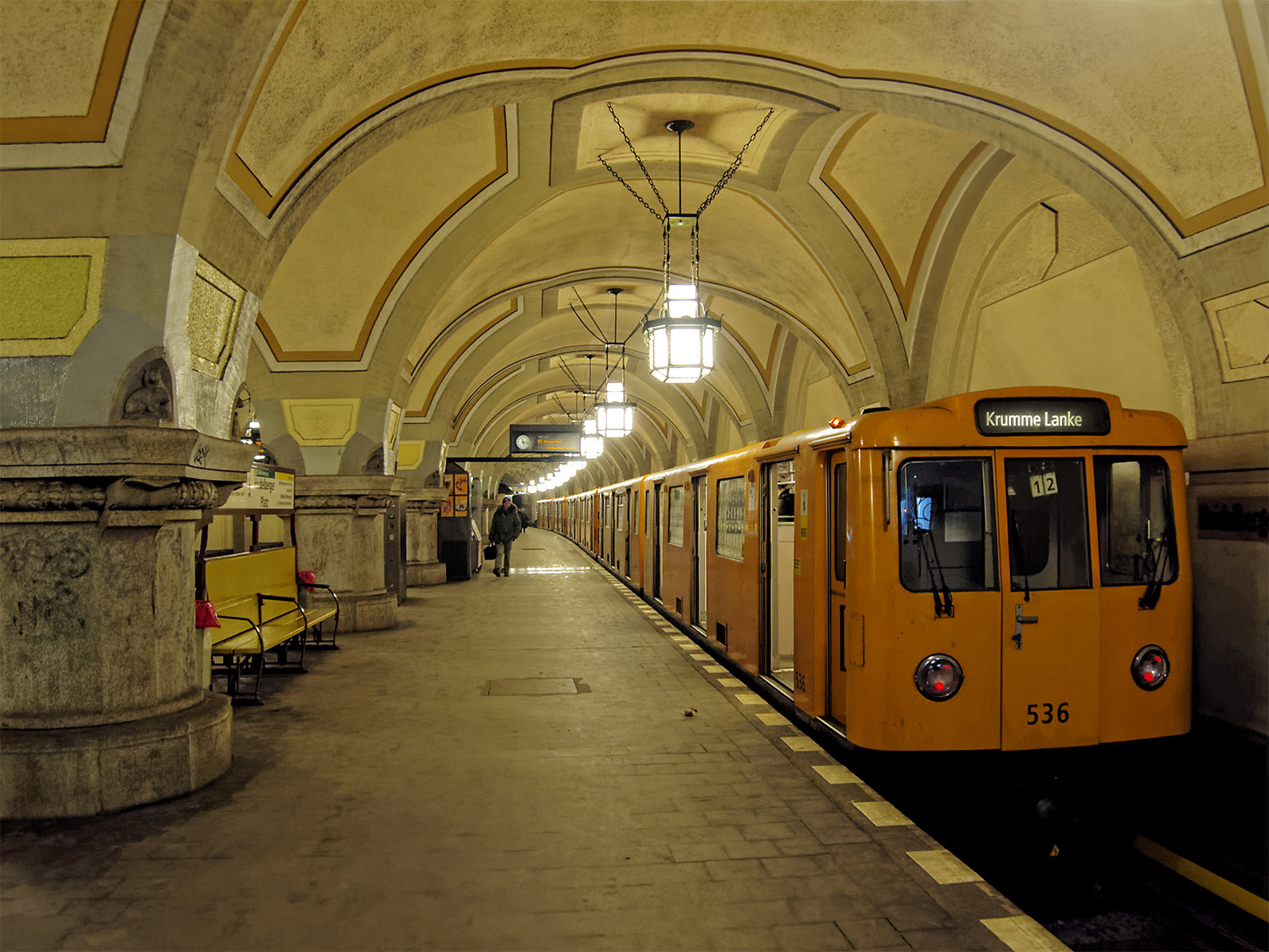

## خط‌ها
| خط | مسیر                                           | افتتاح    | طول                          | ایستگاه‌ها |
| -- | ---------------------------------------------- | --------- | ---------------------------- | --------- |
|    | Uhlandstraße – Warschauer Straße               | ۱۹۰۲–۱۹۲۶ | ۸٫۸۱۴ کیلومتر (۵٫۴۷۷ مایل)   | ۱۳        |
|    | Pankow – Ruhleben                              | ۱۹۰۲–۲۰۰۰ | ۲۰٫۷۱۶ کیلومتر (۱۲٫۸۷۲ مایل) | ۲۹        |
|    | نولندورف‌پلاتس – Krumme Lanke                   | ۱۹۱۳–۱۹۲۹ | ۱۱٫۹۴۰ کیلومتر (۷٫۴۱۹ مایل)  | ۱۵        |
|    | نولندورف‌پلاتس – Innsbrucker Platz              | ۱۹۱۰      | ۲٫۸۶۴ کیلومتر (۱٫۷۸۰ مایل)   | ۵         |
|    | الکساندرپلاتس – Hönow                          | ۱۹۳۰–۱۹۸۹ | ۱۸٫۳۵۶ کیلومتر (۱۱٫۴۰۶ مایل) | ۲۰        |
|    | ایستگاه راه‌آهن مرکزی برلین – Brandenburger Tor | ۲۰۰۹      | ۱٫۴۷۰ کیلومتر (۰٫۹۱۳ مایل)   | ۳         |
|    | Alt-Tegel – Alt-Mariendorf                     | ۱۹۲۳–۱۹۶۶ | ۱۹٫۸۸۸ کیلومتر (۱۲٫۳۵۸ مایل) | ۲۹        |
|    | Rathaus Spandau – Rudow                        | ۱۹۲۴–۱۹۸۴ | ۳۱٫۷۶۰ کیلومتر (۱۹٫۷۳۵ مایل) | ۴۰        |
|    | Wittenau – هرمان‌اشتراسه                        | ۱۹۲۷–۱۹۹۶ | ۱۸٫۰۴۲ کیلومتر (۱۱٫۲۱۱ مایل) | ۲۴        |
|    | Rathaus Steglitz – Osloer Straße               | ۱۹۶۱–۱۹۷۶ | ۱۲٫۵۲۳ کیلومتر (۷٫۷۸۱ مایل)  | ۱۸        |